# Grå renlav
Grå renlav (Cladonia rangiferina (L.) F. H. Wigg) är en ljusgrå eller ljusgrön lav i familjen Cladoniaceae och släktet Cladonia, där renlavarna numera ingår. Grå renlav är den vanligaste arten bland renlavarna och kallas ofta för bara renlav.
Den växer i både varma och kalla klimat i öppna, utsatta miljöer. Den förekommer främst i områden med alpin tundra, där den visar sig vara oerhört tålig mot kyla. Namnen har renlaven fått eftersom den betas av renar på vintern och hösten; laven är viktig för samernas rennäring. Den kallas ofta felaktigt för "vitmossa", men det rör sig alltså om en lav och inte en mossa: vitmossan har ett helt annat utseende.
Renlaven kan användas för att krydda akvavit och för dekorationssyfte. Renlavar används ofta av arkitekter för att föreställa träd i skalmodeller.
Renlav används också vid växtfärgning och ger då beige färg.
Renlav är hygroskopisk, vilket kan utnyttjas som en dekoration med funktion. I gamla hus med fönster med enkla rutor förstärker man värmeisolationen på vintern med lösa innanfönster. För att undvika fukt mellan glasen, som kan ge imma och t o m rimfrost på rutorna, när det är kallt, så är det gammal tradition lägga en rad renlavstuvor på fönsterbrädan mellan fönsterbågarna. Laven binder då fukten, och fönstren förblir genomsynliga hela eldningssäsongen.

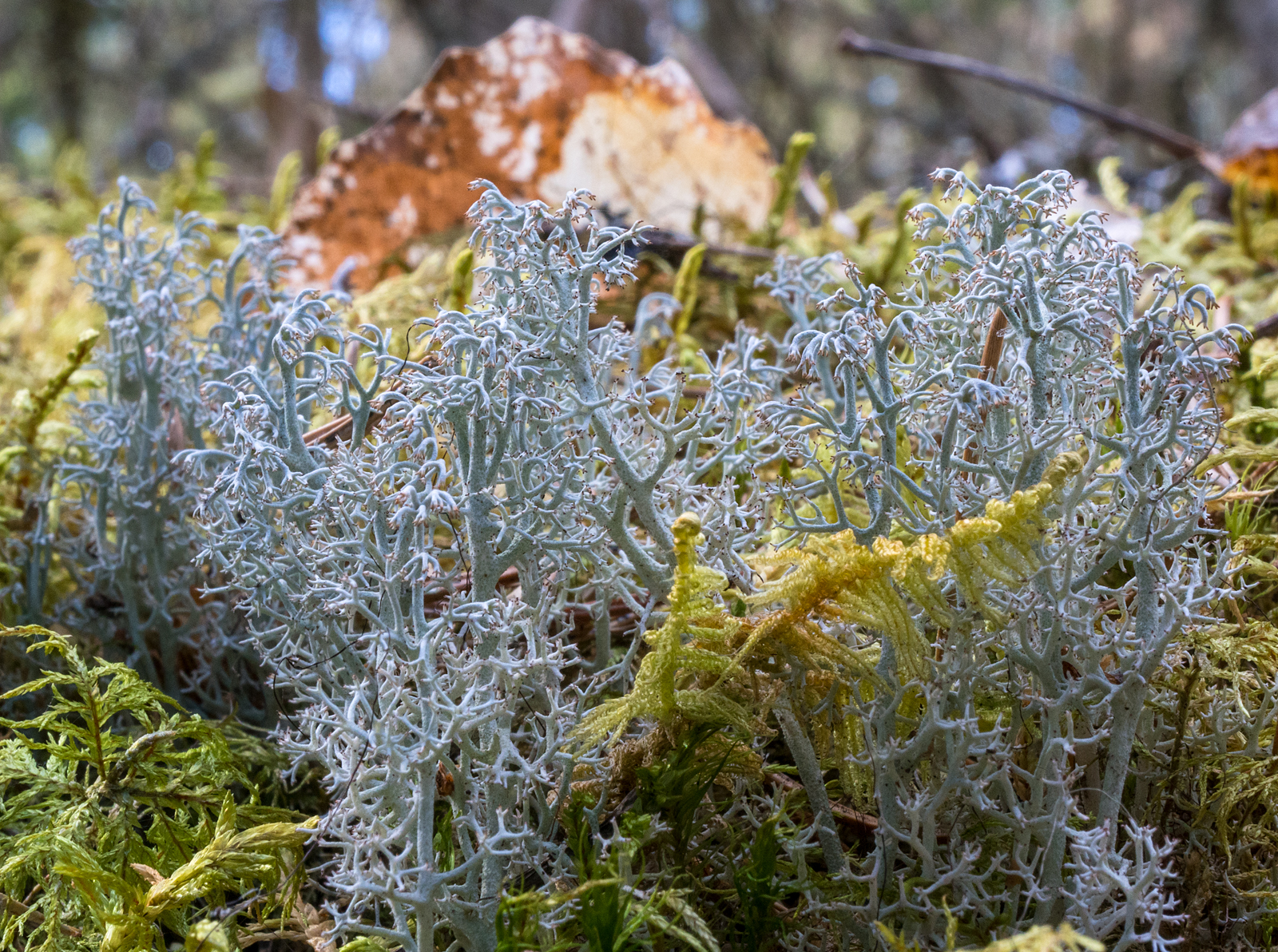
Miljöbild.
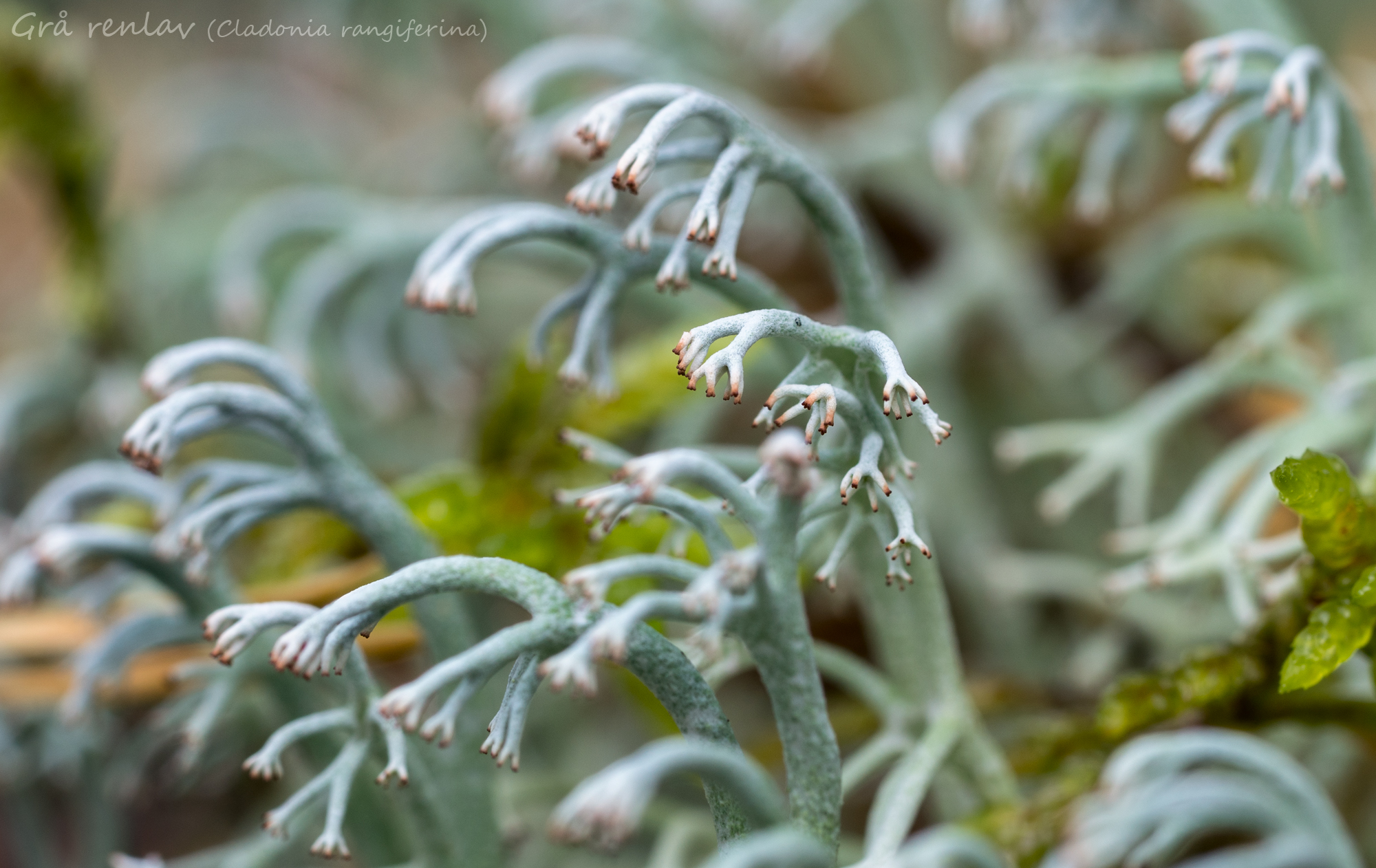
Närbild.